# Yurusarezaru mono
Yurusarezaru mono è un film del 2013 scritto e diretto da Lee Sang-il, con protagonista Ken Watanabe. La pellicola è il remake del film del 1992 Gli spietati, diretto ed interpretato da Clint Eastwood.
Il film è stato proiettato in anteprima mondiale, fuori concorso, durante la 70ª edizione della Mostra internazionale d'arte cinematografica di Venezia.

## Trama
Giappone, inizi del periodo Meiji. Jubee Kamata è un samurai ormai ritiratosi a vivere in pace e tranquillità sull'isola di Hokkaidō. Tutto cambia quando Kamata è costretto a riprendere in mano le armi per difendere la sua famiglia, mentre in Giappone arriva il cambiamento sociale e culturale dettato dall'Occidente, di cui risente anche il modo di fare guerra giapponese.

## Produzione
Le riprese si svolgono tra i mesi di settembre e novembre 2012, e vengono effettuate esclusivamente sull'isola di Hokkaidō.

## Distribuzione
Il primo trailer del film viene diffuso online il 15 luglio 2013.
La pellicola è stata proiettata in anteprima mondiale, fuori concorso, durante la 70ª edizione della Mostra internazionale d'arte cinematografica di Venezia il 5 settembre 2013, e successivamente viene proiettata al Toronto International Film Festival.
Il film è entrato nel circuito delle sale cinematografiche giapponesi a partire dal 13 settembre 2013.